# Upyna
Upyna is een plaats in het Litouwse district Tauragė. De plaats telt 445 inwoners (2001).